# Nakfa
Nakfa (Nfk - Eritrean nakfa) är den valuta som används i Eritrea. Valutakoden är ERN. 1 nakfa = 100 cents.
Valutan infördes 1997 och ersatte den etiopiska birr och har fått sitt namn från staden Nakfa som var huvudort för dåtidens befrielsefront Eritrean People's Liberation Front.

## Användning
Valutan ges ut av National Bank of Eritrea - NBE som grundades 1993 och har huvudkontoret i Asmara.

## Valörer
- mynt: inga nakfamynt men väl 100 cents mynt
- underenhet: 1, 5, 10, 25, 50 och 100 cents
- sedlar: 1, 5, 10, 20, 50 och 100 ERN